# Górnośląska Spółka Bracka

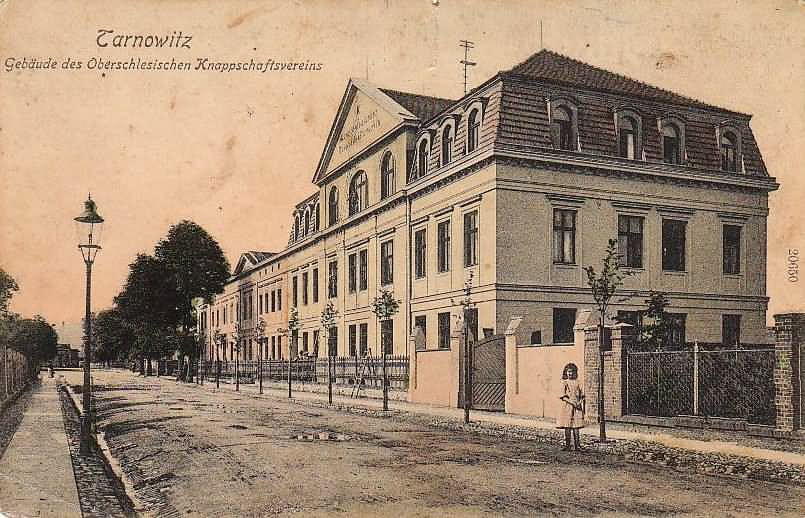
Siedziba Spółki Brackiej przy ulicy Bytomskiej w Tarnowskich Górach – obecnie komenda policji

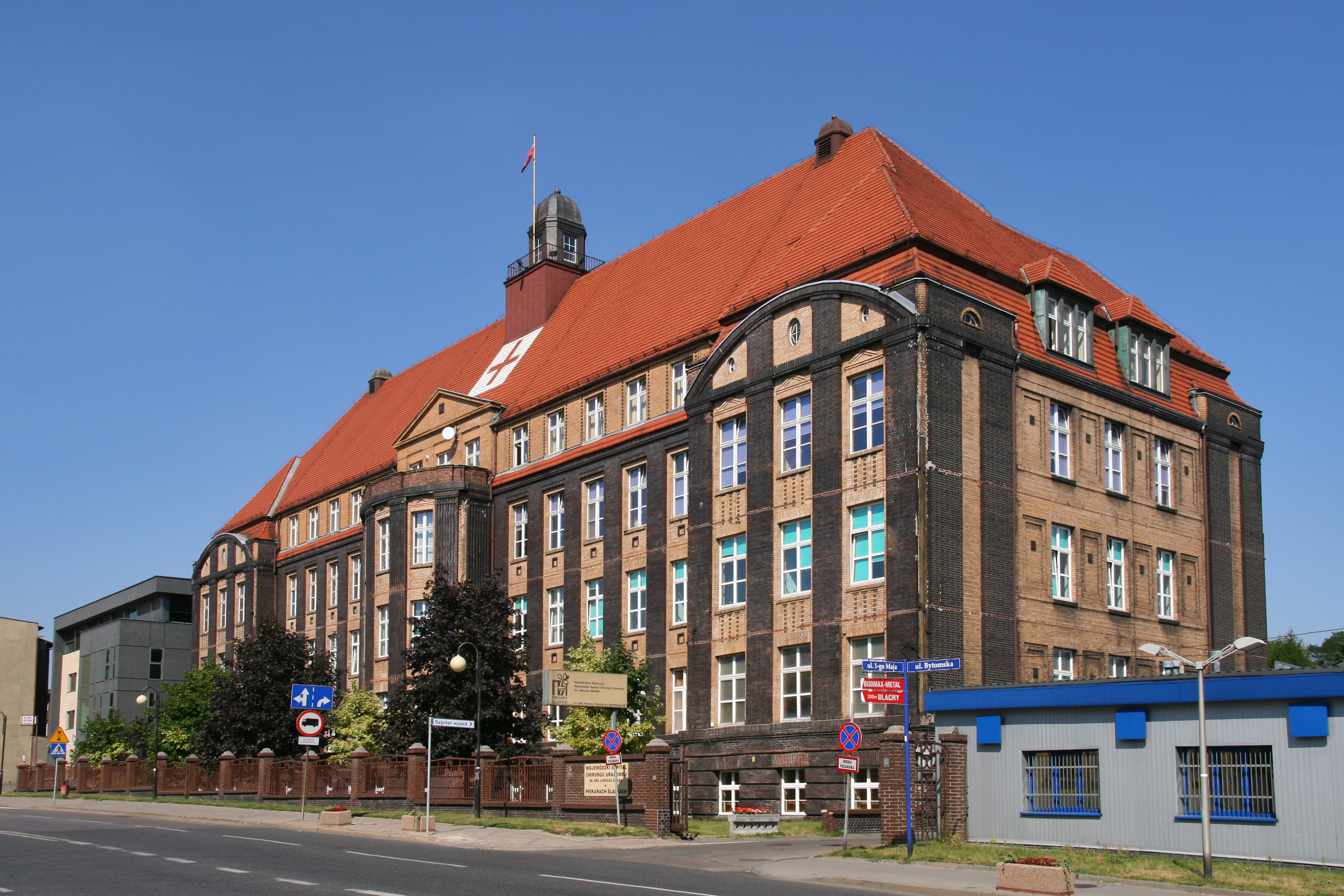
Wojewódzki Szpital Chirurgii Urazowej im. Janusza Daaba w Piekarach Śląskich, wybudowany staraniem Spółki Brackiej

Górnośląska Spółka Bracka (niem. Oberschlesischer Knappschaftsverein) – nieistniejąca obecnie spółka z siedzibą w Tarnowskich Górach, powstała w 1857. Jej celem było zabezpieczanie bytu górników i ich rodzin w razie choroby lub inwalidztwa, a pieniądze pochodziły ze składek własnych górników. Spółka została zlikwidowana w latach 1956–1957, a jej mienie i obowiązki przejął Zakład Ubezpieczeń Społecznych.
Dochody ze składek w 1857 wyniosły 452 298 marek (w przeliczeniu z vereinsthalerów na tzw. złote marki), a opłacano 800 inwalidów, 1229 wdów i 1428 sierót. Sumarycznie liczba wsparcia wynosiła 187 807 marek. Za pieniądze pochodzące ze składek budowano również lazarety, lecznice, szpitale. W 1909 według statystyk Spółka Bracka miała 155 647 członków, 255 urzędników administracyjnych, 41 lekarzy, 504 pielęgniarzy, 15 lazaretów, a dochody ze składek wyniosły 16 824 943 marek. Wypłacono wsparcie w wysokości 5 930 271 marek – 14 228 inwalidom, 11 274 wdowom i 13 805 sierotom.
Po podziale Górnego Śląska w wyniku powstań śląskich, podzielono również Spółkę Bracką. Dla niemieckiej części terytorium Górnego Śląska ustanowiono siedzibę spółki w Gliwicach.
Spółka Bracka w okresie międzywojennym była największą instytucją społeczną w Polsce.

## Odnośniki
- http://www.mdhmyslowice.pl/index.php/login/ciekawe-artykuly/120-gornoslaska-spolka-bracka-w-myslowicach